# Metaphrenon impressicolle
Metaphrenon impressicolle là một loài bọ cánh cứng trong họ Cerambycidae.